# Akratoterme
Akrátotêrme so topli zdravilni vrelci, ki imajo temperaturo čez 20 stopinj Celzija; v enem litru vode imajo manj kot 1 gram raztopljenih soli in proste ogljikove kisline (CO2).

## Akratoterme v Sloveniji
V Sloveniji se nahajajo naslednje akratoterme:
- Čateške toplice
- Toplice Dobrna
- Rimske toplice